# Tischeria deliquescens
Tischeria deliquescens là một loài bướm đêm thuộc họ Tischeriidae. Nó được tìm thấy ở Guyana.